# Centre de recherche géologique de Finlande
Pour les articles homonymes, voir GTK.
Le centre de recherche géologique de Finlande (en finnois : Geologian tutkimuskeskus,  sigle GTK) est un centre de recherche national relevant du Ministère des Affaires économiques et de l'Emploi de Finlande.

## Présentation
GTK étudie les formations rocheuses et les sols pour les besoins de l'économie.
Conformément à la loi, le centre de recherche doit produire des connaissances scientifiques  de haute qualité dans le domaine de la géologie et des innovations pour les besoins de la société et des entreprises.
Le centre de recherche géologique de Finlande compte quatre unités de recherche en Finlande.
Le siège social de GTK et l'unité du sud de la Finlande sont situés à Otaniemi, l'unité de Finlande orientale à Kuopio, l'unité de Finlande occidentale à Kokkola et l'unité de Finlande du Nord à Rovaniemi. 
En outre, il existe de plus petites unités à Loppi et Outokumpu. 
Fin 2016, GTK comptait 423 employés.

## Histoire
Le bureau géologique est créé en 1877.
La commission géologique lui succéde en 1886.
Elle est ensuite rebaptisée Département de recherche géologique, puis Centre de recherche géologique.
Le centre fournit des cartes géologiques de la Finlande et agit également

## Bureaux régionaux
L'agence a cinq antennes régionales dans les villes ci-dessous:
- Est : Kuopio
- Nord : Rovaniemi
- Sud : Espoo
- Ouest : Kokkola
- Archives : Outokumpu